# Tal- und Hangbereiche der Wupper mit Seitenbächen
Das Naturschutzgebiet Tal- und Hangbereiche der Wupper mit Seitenbächen befindet sich auf dem Gebiet der kreisfreien Stadt Solingen in Nordrhein-Westfalen. Es erstreckt sich im Osten und im Süden Solingens zwischen Müngsten und Rupelrath entlang der Wupper und ihrer Seitenbäche und ist das größte der elf Solinger Naturschutzgebiete.
Das Naturschutzgebiet ist gleichzeitig ein Teilbereich des FFH-Gebiets Wupper von Leverkusen bis Solingen (FFH-Gebietsnummer DE-4808-301).

## Lage und Beschreibung

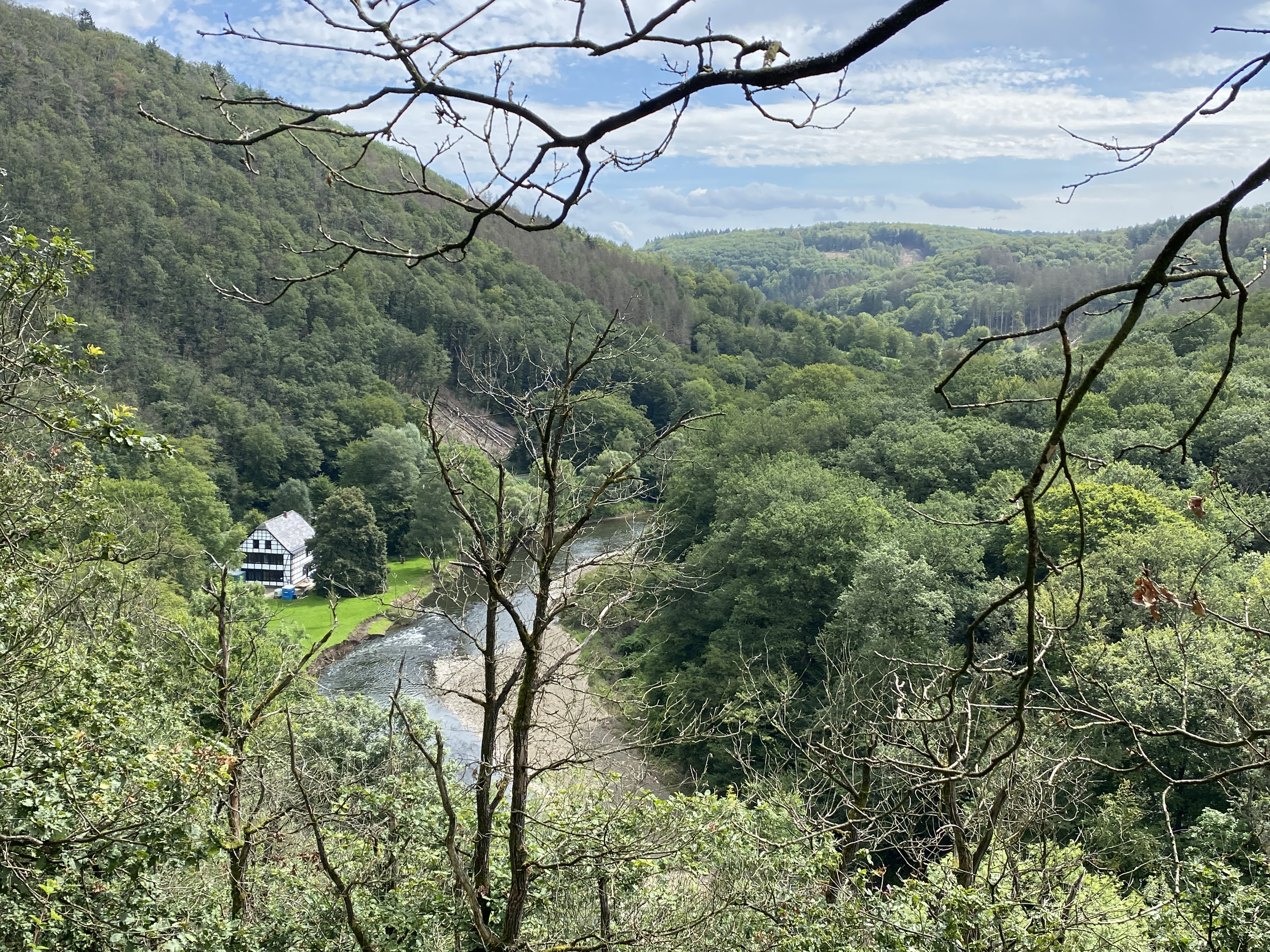
Wupperhänge am Balkhauser Kotten

Das Naturschutzgebiet folgt dem Verlauf der Wupper im Süden und Osten des Solinger Stadtgebiets, die zu großen Teilen auch die Stadtgrenze zu den Nachbarstädten Wuppertal, Remscheid und Leichlingen bildet. Das Gebiet beginnt im Osten südlich der Bundesstraße 229 an der unter Denkmalschutz stehenden Napoleonsbrücke in Müngsten. Es folgt dem Verlauf der Wupper in südliche Richtung und erstreckt sich auch auf angrenzende Seitenbäche und Bachtäler. Das enge Tal der Wupper in diesem Bereich wird durch Steilhänge und zerklüftete Täler geprägt, im Bereich Müngsten wird das Tal durch die Müngstener Brücke überspannt. Zwischen Wiesenkotten und Strohn ist das Naturschutzgebiet über die Burger Landstraße hinweg verbunden, folgt aber zusätzlich dem Verlauf der Wupper in ihrer Schleife durch den Stadtteil Burg an der Wupper. In Remscheid grenzt das Naturschutzgebiet Wupper und Wupperhänge südlich Müngsten unmittelbar an.
Im Unteren Wuppertal ab Balkhausen wird das Gebiet zunehmend durch flachere Talsohlen mit Wiesen und Weiden geprägt, so zum Beispiel im Bereich der Wupperschleife Bielsteiner Kotten und im Bereich Oben- und Untenrüden. In Höhe Wipperkotten grenzt das Naturschutzgebiet an das benachbarte Naturschutzgebiet Weinsberger Bachtal an. Zwischen Rupelrath und Müllerhof verlässt die Wupper das Solinger Stadtgebiet vollständig, womit das südwestliche Ende des Naturschutzgebiets erreicht ist. Dort grenzt das Naturschutzgebiet Wupper und Wupperhänge mit Seitensiefen an.

## Bedeutung
Das 278,36 ha große Gebiet ist unter der Kennung SG-002 als Naturschutzgebiet ausgewiesen. Es ist das größte auf Solinger Stadtgebiet.
Als Schutzziele werden u. a. im Landschaftsplan genannt:
- Erhaltung und Entwicklung der naturnahen Wuppertallandschaft in ihrer charakteristischen, strukturreichen Ausprägung und in ihrer standörtlich geprägten Biotop- und Artenvielfalt,
- Erhaltung und Entwicklung der vorhandenen Biotope (Quellen, naturnahe Bachläufe, bachbegleitende Feuchtwiesen, Feuchtbrachen, Hochstaudenfluren und Stillgewässer sowie magere Wegeböschungen) in ihrer Funktion für den Naturhaushalt und als Lebensraum für die naturraumtypische Flora und Fauna,
- Erhaltung und Entwicklung des wertvollen Biotopkomplexes „Wupperschleife Bielsteiner Kotten“,
- Erhaltung der charakteristischen, waldgebundenen Säugetier-, Vogel-, Reptilien-, Amphibien- und Wirbellosenfauna,
- Erhaltung folgender natürlicher Lebensräume, die  von gemeinschaftlichem Interesse gemäß FFH-Richtlinie-Anhänge I: Erlen-Eschen- und Weichholz-Auenwälder, Fließgewässer mit Unterwasservegetation, feuchte Hochstaudenfluren, Silikatfelsen mit Felsspaltenvegetation,  Hainsimsen-Buchenwald,
- Erhaltung folgender Arten wildlebender Tier- und Pflanzenarten von gemeinschaftlichem Interesse gemäß FFH-Richtlinie-Anhang II: Fluss- und Bachneunauge, Groppe und des Prächtigen Dünnfarns und
- Erhaltung von Lebensräumen für den Eisvogel gemäß Vogelschutzrichtlinie.[3]

Im Naturschutzgebiet leben zahlreiche Tier- und Pflanzenarten, darunter auch seltene und gefährdete Arten.
Zu den dort heimischen Tierarten zählen beispielsweise:
- Bergmolch
- Blindschleiche
- Ringelnatter
- Dachs
- Eisvogel
- Erdkröte
- Feuersalamander
- Habicht
- Waldschnepfe
- Gestreifte Quelljungfer
- Zweigestreifte Quelljungfer

## Galerie

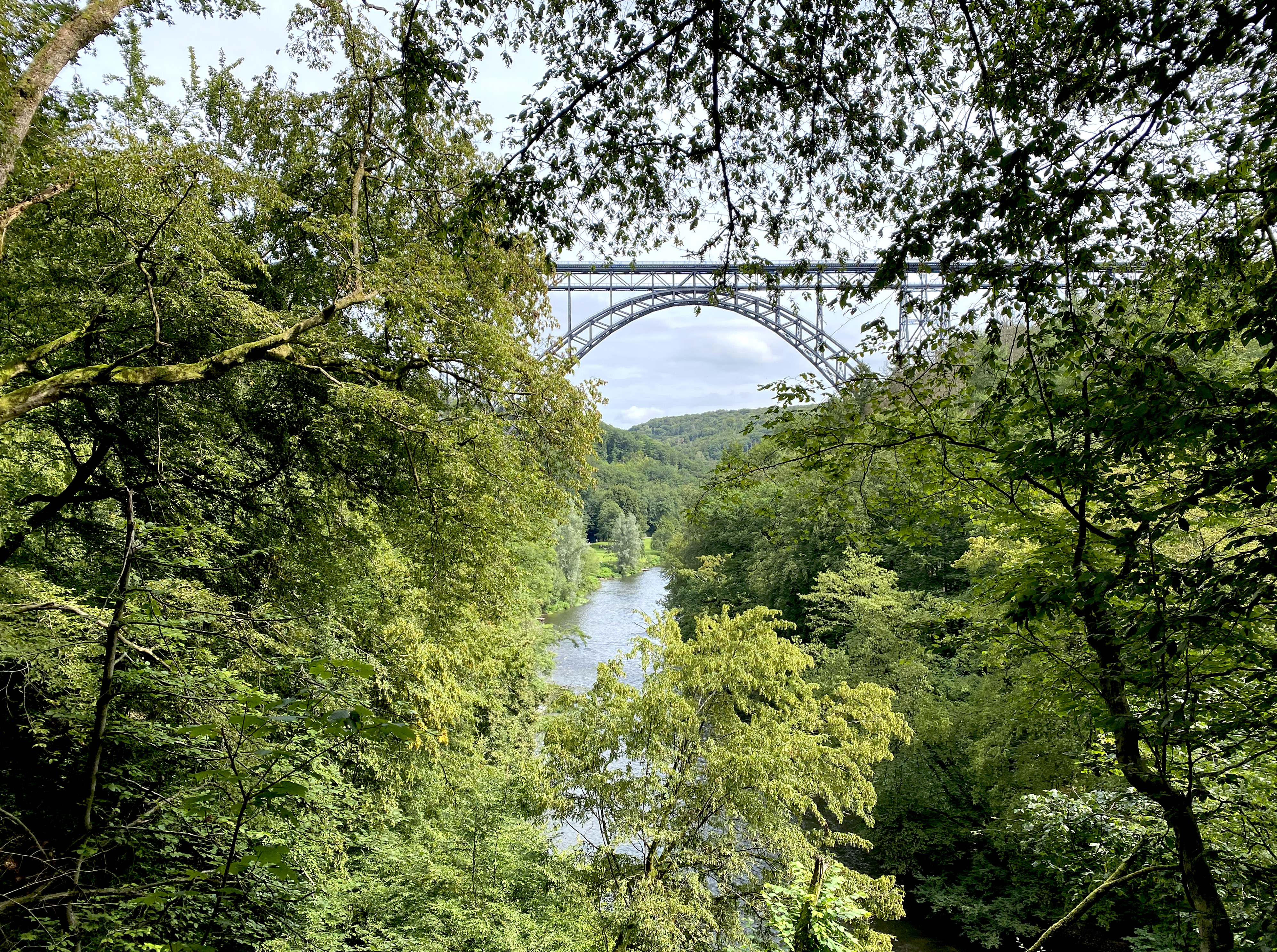
Wupper zw. Müngsten und Burg
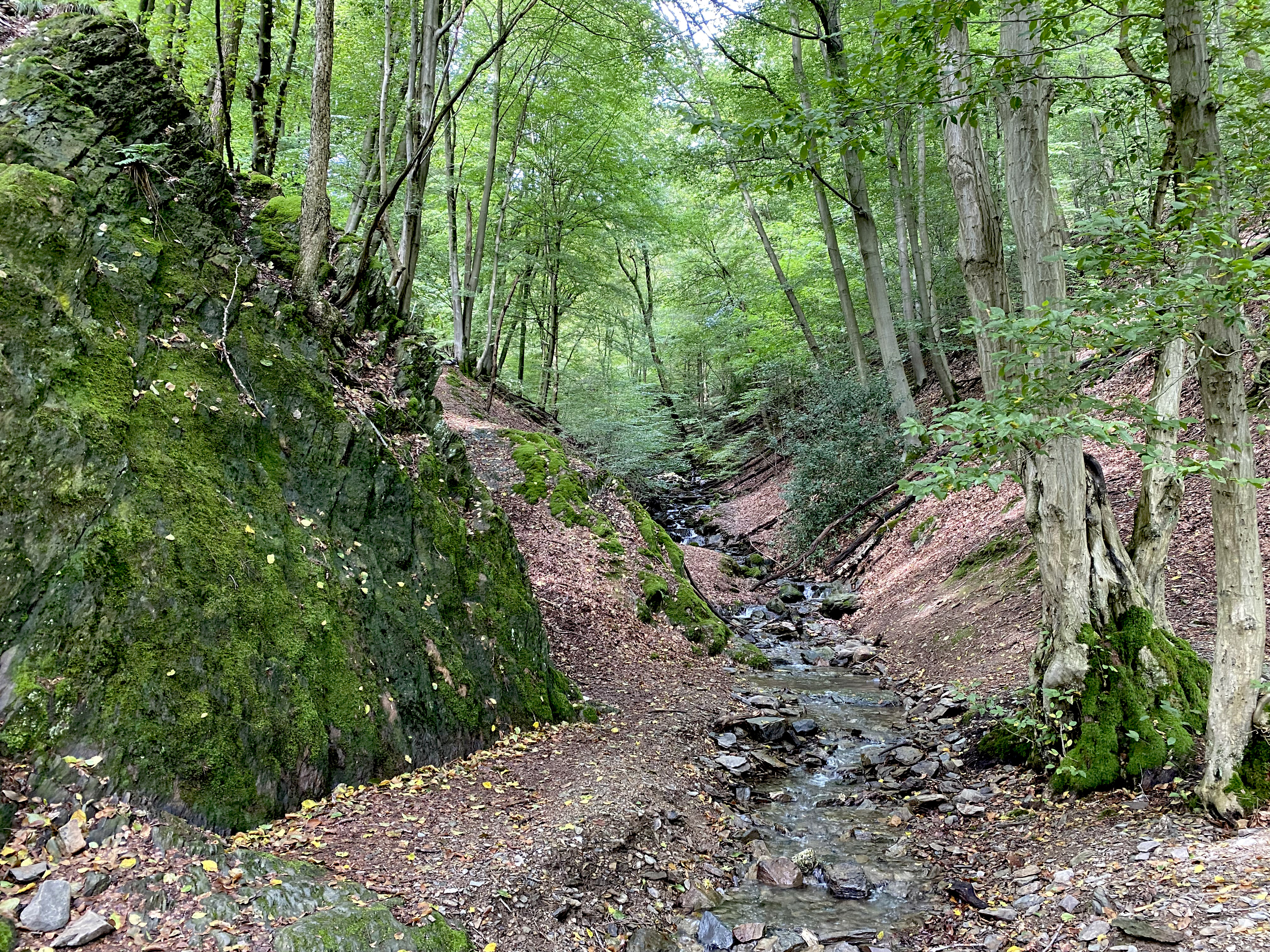
Dorperhofer Bach nahe der Müngstener Brücke
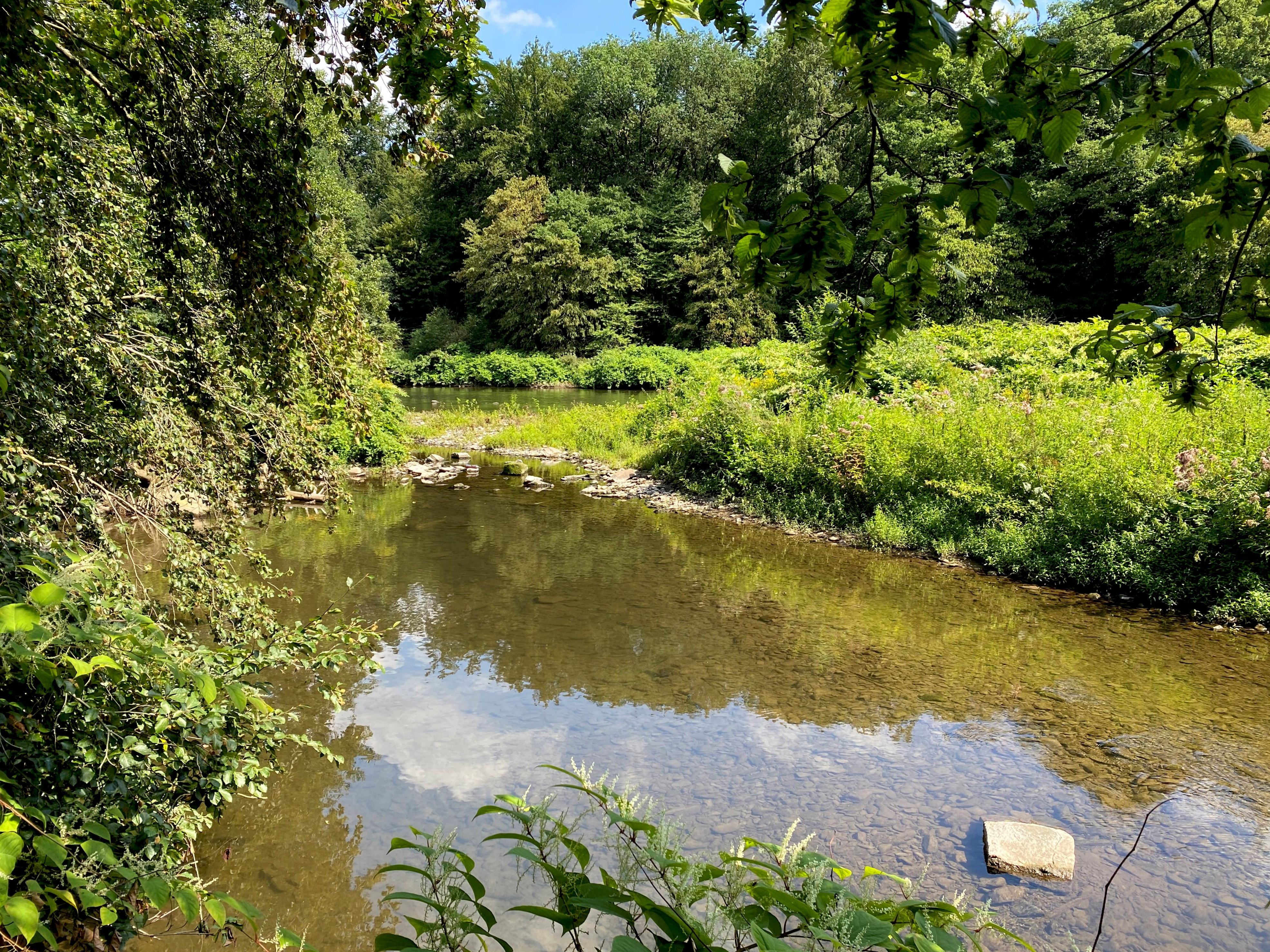
Wupperschleife Bielsteiner Kotten
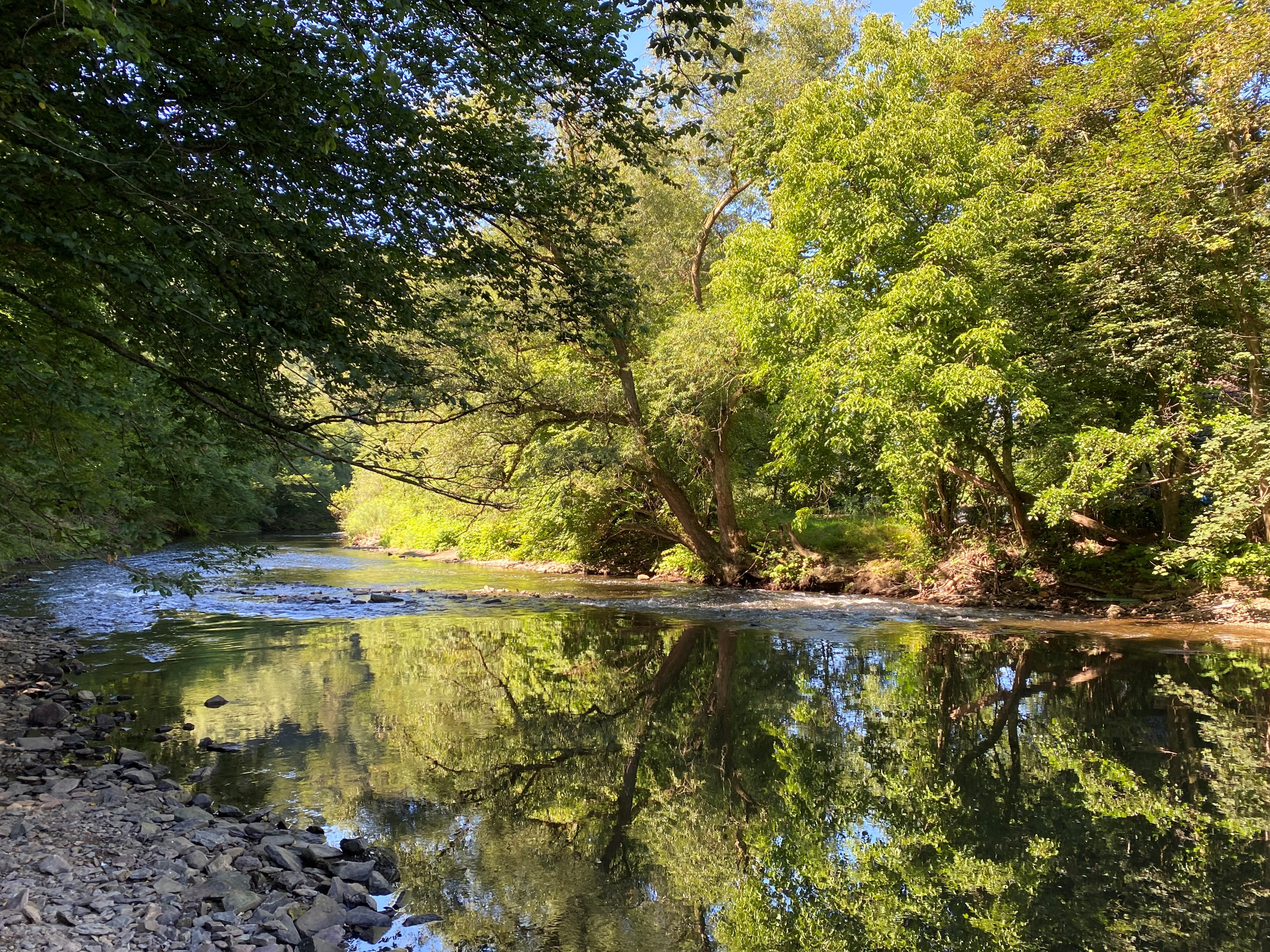
Wupper am Obenrüdener Kotten
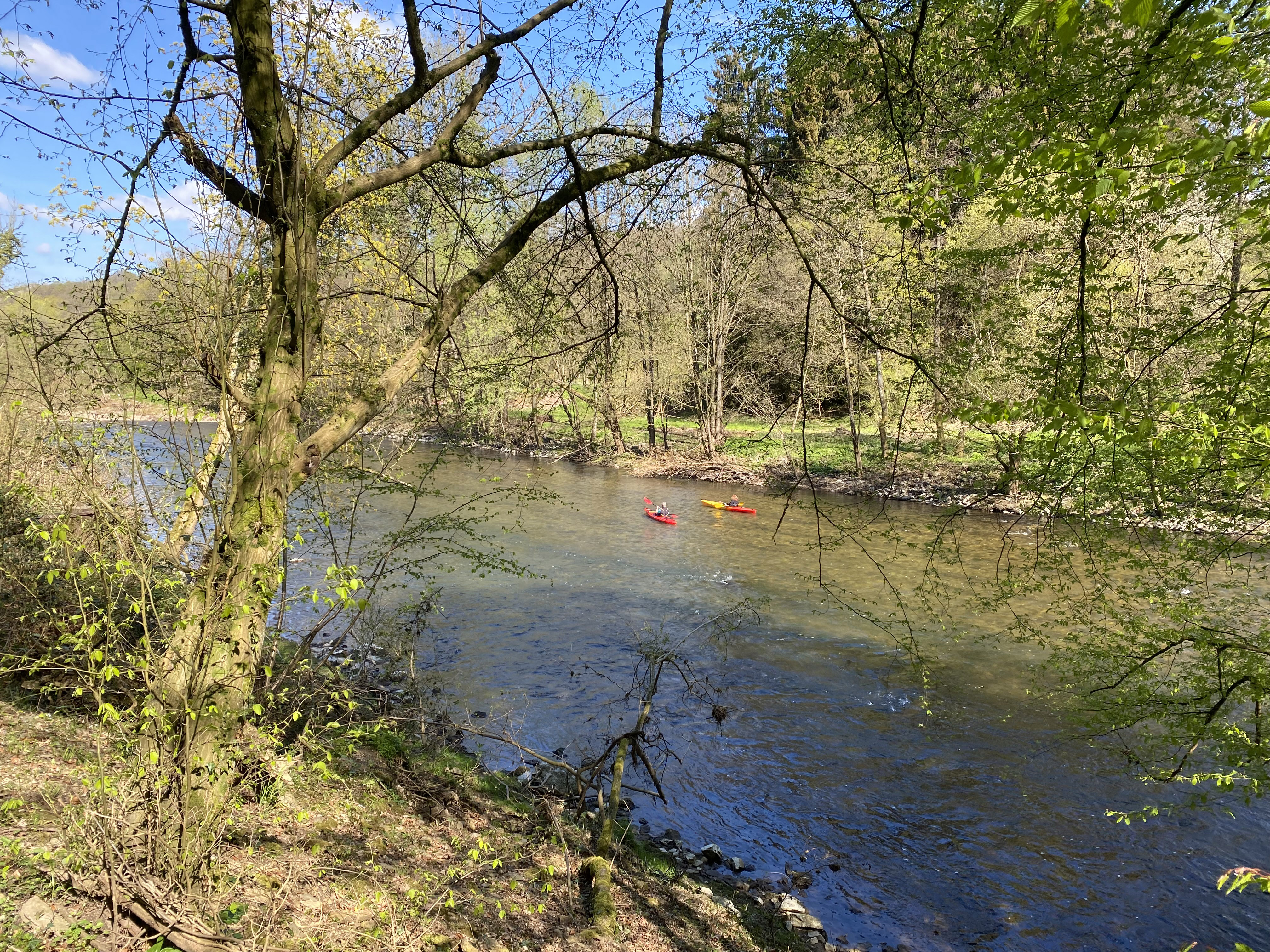
Wupper bei Friedrichstal
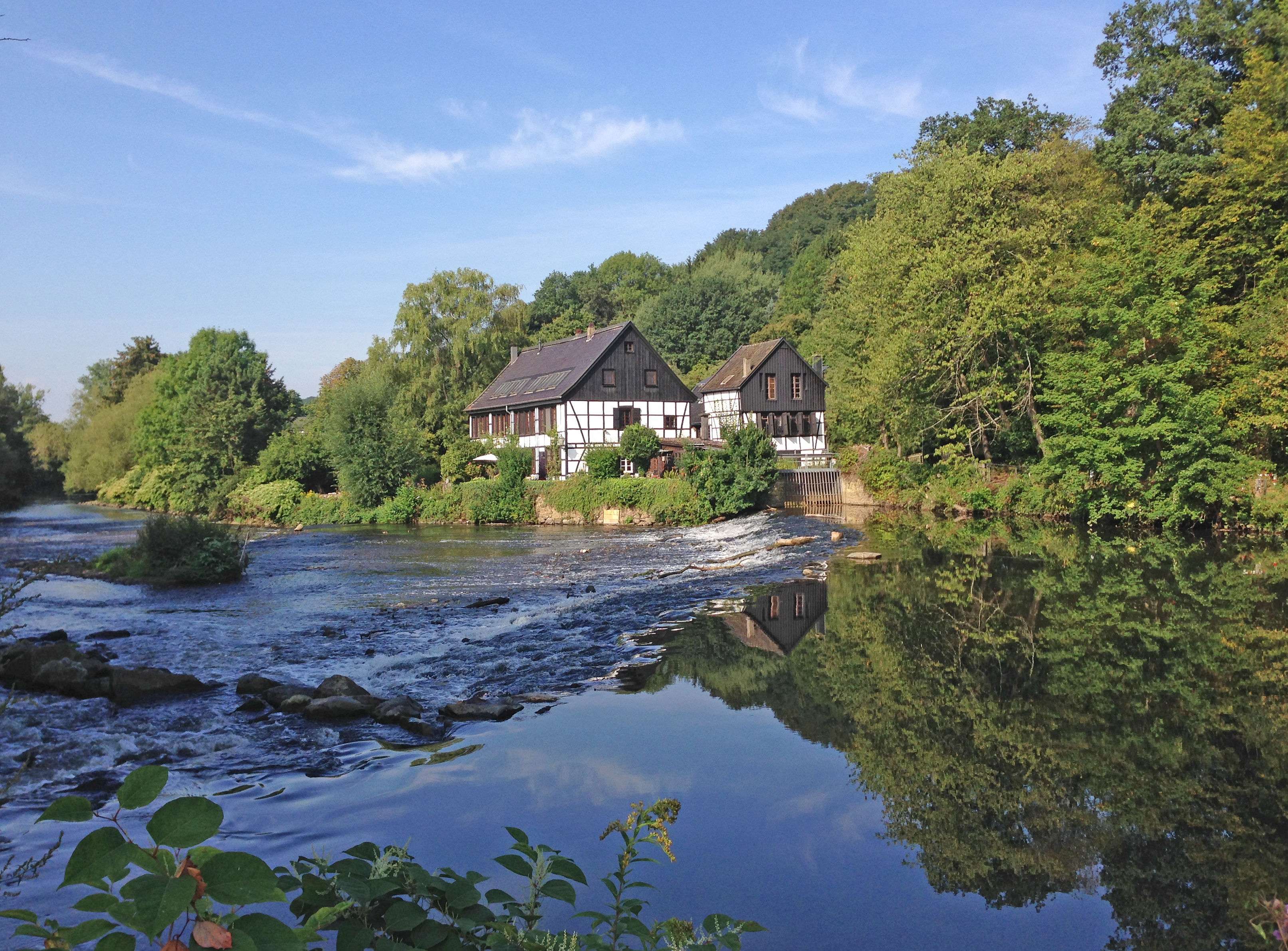
Wupper am Wipperkotten